# Tubularia amoyensis
Tubularia amoyensis is een hydroïdpoliep uit de familie Tubulariidae. De poliep komt uit het geslacht Tubularia. Tubularia amoyensis werd in 1927 voor het eerst wetenschappelijk beschreven door Hargitt. 